# Jan Žáček (Politiker)
Jan Žáček (* 31. Mai 1849 in Čertorei/Čertoryje, heute Charváty, Markgrafschaft Mähren; † 4. Oktober 1934 in Brünn, Tschechoslowakei) war ein tschechisch-österreichischer Rechtsanwalt, Politiker und Minister.

Jan Žáček (um 1910)

## Leben
Jan war Sohn des Landwirts Jakob Žáček († 1871) und besuchte von 1861 bis 1869 das Olmützer Gymnasium. Er studierte Rechtswissenschaften von 1869 bis 1870 an der Universität Wien sowie von 1870 bis 1873 an der Universität Prag. 1873 arbeitete er als Rechtspraktikant, 1874 als Advokaturskonzipient (Rechtsanwaltsanwärter), 1876 erfolgte die Promotion zum Dr. jur. 1876 heiratete er Anna Porazilová († 1931) und bekam einen Sohn und eine Tochter. Von 1880 bis 1908 wirkte er als Anwalt in Olmütz, von 1900 bis 1918 war er zudem Mitglied des Reichsgerichts.
Žáček wurde ein führender tschechischer Politiker in Olmütz. 1885 war er Mitgründer und bis 1902 Obmann des alttschechischen Národní jednota pro východní Moravu (tschechischer Nationalverband für das östliche Mähren). Von 1887 bis 1918 war er Mitglied des  mährischen Landtags, 1902–1906 und 1913–1918 Landeshauptmann-Stellvertreter. Von 1885 bis 1911 war er gleichzeitig Mitglied des Abgeordnetenhauses des Wiener Reichsrats. 1900 und von 1901 bis 1907 war er dort Zweiter Vizepräsident, 1907/08 Erster Vizepräsident. 1900 wurde er zum Klubobmann der tschechischen Fraktion im Reichsrat gewählt. Sein bedeutendster politischer Erfolg war der Mährische Ausgleich von 1905, an dessen Zustandekommen er wesentlich beteiligt war. Nach der Wahlrechtsreform verloren bei der Reichsratswahl 1907 die Honoratiorenparteien massiv an Bedeutung, was praktisch die Ausschaltung Žáčeks aus der tschechischen Politik Mährens bedeutete.
Von 15. November 1908 bis 11. November 1909 war Žáček österreichischer Minister ohne Portefeuille („tschechischer Landsmannminister“) im Kabinett Bienerth. Er trat gemeinsam mit dem anderen tschechischen Minister Albín Bráf wegen Differenzen in der Böhmischen Sprachenfrage zurück. 
1912 wurde er zum lebenslangen Mitglied des Herrenhauses ernannt. Von 1916 bis 1920 fungierte er als Vizepräsident der Ústřední banka českých spořitelen (Zentralbank der tschechischen Sparkassen) in Prag. Von 1921 bis 1926 leitete er eine Anwaltskanzlei in Brünn.
Sein Sohn Antonín Žáček (1880–1939) wurde Journalist und Übersetzer.